# Miguel Ferrer
Miguel Ferrer (7. února 1955 Santa Monica, Kalifornie – 19. ledna 2017 Los Angeles) byl americký herec.

## Život
Narodil se jako nejstarší syn Josého Ferrera a Rosemary Clooney. Jeho bratrancem je George Clooney. Vyrostl a studoval v Beverly Hills. Věnoval se hudbě a hře na bicí.
V roce 1983 byl jeho z prvních filmů The Man Who Wasn't There, objevil se i ve snímku Star Trek III: Pátrání po Spockovi (1984). V dalších letech získával i větší role, a tak mezi jeho nejslavnější filmy patří Robocop, Žhavé výstřely 2 a Traffic – nadvláda gangů.
Věnoval se také televiznímu herectví; objevil se v seriálech Městečko Twin Peaks, Pohotovost a Námořní vyšetřovací služba L. A. nebo Twin Peaks.